# 谭友六
谭友六（1904年—1972年），男，原籍广东番禹，生于广东汕头，中国电影导演、电影事业家，曾任中国电影家协会理事。